# Yeşilbağcılar, Yatağan
Yeşilbağcılar là một thị trấn thuộc huyện Yatağan, tỉnh Muğla, Thổ Nhĩ Kỳ. Dân số thời điểm năm 2011 là 1.097 người.